# Cyrkuł przemyski
Cyrkuł przemyski – (niem. Przemysler Kreis) – jednostka administracyjna Cesarstwa Austrii w Królestwie Galicji i Lodomerii w latach 1782–1850 i 1854–1865.

## Historia

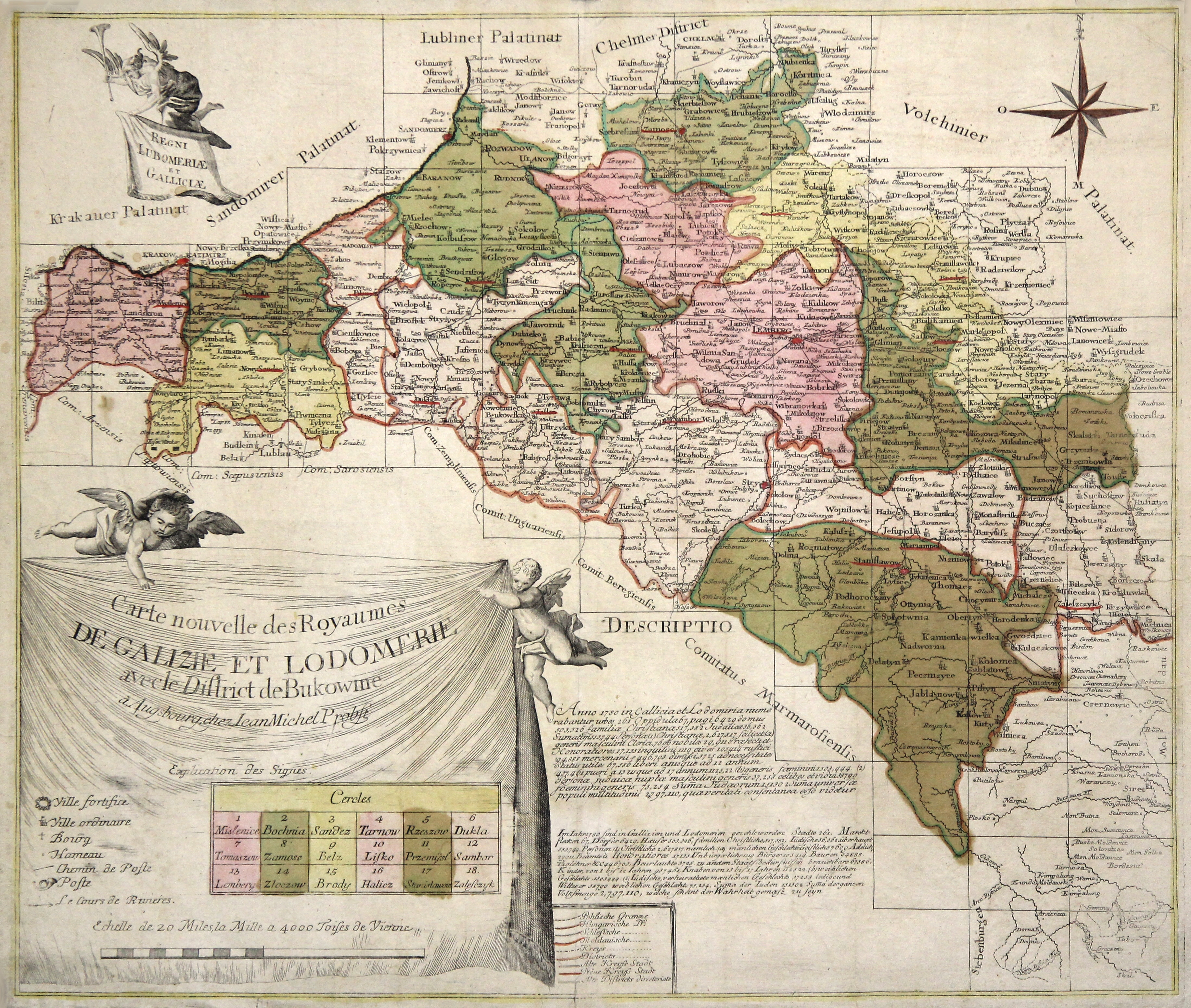
Projekt nowego podziału Galicji na cyrkuły (1780)

Cyrkuł przemyski z siedzibą w Przemyślu  utworzono w 1782 roku na ziemiach polskich zagarniętych przez Austrię podczas I rozbioru w ramach reformy administracyjnej w Galicji.
Już 2 września 1780 kancelaria nadworna wydała dekret, w którym poinformowała gubernatora o nowych decyzjach w sprawie organizacji administracyjnej. Cesarzowa Maria Teresa Habsburg już od dłuższego czasu planowała wprowadzenie reform mających na celu dostosowanie ustroju Galicji do zasad obowiązujących w niemieckich krajach dziedzicznych. Właśnie zapadła kluczowa decyzja o przekształceniu dotychczasowych dystryktów w cyrkuły. W związku z tym polecono rozpoczęcie prac nad opracowaniem planu reorganizacji. Jednocześnie określono główne wytyczne, które miały stanowić podstawę przy tworzeniu tego planu. Szczególny nacisk położono na to, aby siedziby władz cyrkułów znajdowały się możliwie jak najbliżej ich centrum. Choć zalecano, aby obszary poszczególnych cyrkułów były w miarę równe pod względem powierzchni, nie należało traktować tej zasady zbyt rygorystycznie – w przypadku istnienia ważnych powodów możliwe były odstępstwa od równomiernego podziału. Zwrócono również uwagę, że nie powinno się bez wyraźnej potrzeby zmieniać lokalizacji siedzib władz, ponieważ wiązałoby się to z licznymi trudnościami – między innymi z koniecznością przeniesienia archiwów, które przez osiem lat znacznie się rozrosły. Na zakończenie podkreślono wagę odpowiedniego doboru kadry kierowniczej do obsadzenia nowych stanowisk.
Zgodnie z przyjętymi wytycznymi opracowano memoriał z 1 grudnia 1780, w którym przedstawiono projekt nowego podziału administracyjnego Galicji na 18 mniejszych cyrkułów na bazie dotychczasowych osiemnastu dystryktów. Jednym z nich był cyrkuł liski, który powstał w oparciu o dotychczasowy dystrykt Przemyśl  (1775–1782), należący do zniesionego cyrkułu samborskiego (1773–1782).
W 1786 roku Ewaryst Andrzej, hr. Kuropatnicki notował w swym "Opisaniu królestw Galicyi i Lodomeryi": Obfituje ten cyrkuł: W zboża, grunta żyzne, sól, lasy, ryby. Droga idzie murowana od Węgier do Radymna; od Wiednia, od Radymna, od Przemyśla, do Medyki ku Lwowu na Mościska i Grodek.
W związku z korektą granic cyrkułów w 1783 roku, do cyrkułu przemyskiego przyłączono obszerne, zachodnie połacie cyrkułu lwowskiego z rejonami Jaworowa, Mościsk i Sądowej Wiszni, fragment cyrkułu samborskiego (Krukienice) oraz fragment znoszonego cyrkułu tomaszowskiego (Wielkie Oczy). Natomiast od cyrkułu przemyskiego odłączono jego południowe terytoria (rejony Dubiecka, Dynowa, Birczy, Rybotycz i Nowego Miasta), włączając je do cyrkułu liskiego.

### Zniesienie cyrkułów w 1850 roku
Po wydarzeniach rewolucyjnych w latach 1848–1849, które wstrząsnęły Cesarstwem Austriackim, w 1850 roku przeprowadzono istotną reformę administracyjną mającą na celu usprawnienie zarządzania na obszarze Galicji i Lodomerii. W jej ramach cyrkuł czerniowiecki, dotychczas będący częścią Galicji, został wyodrębniony jako osobny kraj koronny. Pozostałe 19 cyrkułów zostało zniesionych i zastąpionych przez trzy okręgi rządowe: Kraków, Lwów i Stanisławów, które podzielono na 63 powiaty (niem. Bezirkshauptmannschaften). Powiaty z kolei były tworzone na podstawie nowych okręgów sądowych, od dwóch do czterech na powiat. Oznaczało to zarazem zniesienie cyrkułu przemyskiego, którego obszar podzielono między cztery Bezirkshauptmannschaften:
- w składzie okręgu rządowego Lwów:
  - Jarosław – z okręgów sądowych: Jarosław, Radymno i Sieniawa,
  - Jaworów – z okręgów sądowych: Jaworów, Krakowiec i Niemirów[9],
  - Przemyśl – z okręgów sądowych: Przemyśl, Niżankowice, Mościska i Sądowa Wisznia;
- w składzie okręgu rządowego Kraków:
  - Przeworsk – z okręgów sądowych: Przeworsk, Leżajsk, Grodzisko[10] i Pruchnik.

### Reaktywacja cyrkułów (1854–1865)
Cyrkuł przemyski reaktywowano na mocy rozporządzenia z 24 kwietnia 1854, który przywrócił podział na cyrkuły w granicach sprzed reformy 1849, a które ugrupowano w dwa obszary administracyjne (niem. Verwaltungsgebiete) – Kraków i Lwów. Cyrkuł przemyski wszedł w skład obszaru lwowskiego.
Równocześnie, w ramach reformy uwłaszczeniowej z okresu Wiosny Ludów (1848–1849), która likwidowała jurysdykcję właściciela ziemskiego nad poddanymi, dominium galicjskie – jako podstawowa jednostka administracyjna i filar systemu feudalnego straciło rację bytu. Konieczne stało się zatem wprowadzenie nowego systemu administracyjnego, którego zręby powstały w latach 1851–1855. Utworzono wtedy 179 małych powiatów (niem. Bezirke) i ponad 6000 gmin (niem. Gemeinde). Cyrkuł przemyski podzielono na dziewięć małych Bezirków, podzielonych na 371 gmin:
| Bezirk         | Powierzchnia | Powierzchnia | Ludność | Ludność | Liczba gmin |
| Bezirk         | Mil²         | Km²          | Ogółem  | Os./km² | Liczba gmin |
| -------------- | ------------ | ------------ | ------- | ------- | ----------- |
| Jarosław       | 5,1          | 293,52       | 29.997  | 102,25  | 45          |
| Jaworów        | 6,4          | 368,32       | 32.205  | 87,46   | 27          |
| Krakowiec      | 7,8          | 449,09       | 27.250  | 60,67   | 38          |
| Mościska       | 6,3          | 362,57       | 30.034  | 82,87   | 37          |
| Niżankowice    | 6,3          | 362,57       | 26.370  | 72,76   | 58          |
| Przemyśl       | 6,4          | 368,32       | 32.311  | 87,73   | 50          |
| Radymno        | 6,2          | 357,01       | 26.551  | 74,39   | 41          |
| Sądowa Wisznia | 5,2          | 299,26       | 26.085  | 87,17   | 42          |
| Sieniawa       | 9,0          | 517,95       | 26.463  | 51,09   | 33          |
| RAZEM          | 58,7         | 3.378,61     | 257.266 | 76,15   | 371         |
| ŚREDNIA        | 6,52         | 375,40       | 28.585  | 78,49   | 41,22       |

Cyrkuł przemyski przetrwał do 1865 roku. Po nadaniu Galicji autonomii oraz powołaniu samorządu gminnego i powiatowego w 1865 zlikwidowano cyrkuły (Kreise), a dotychczasowe małe powiaty (Bezirke) w liczbie 179, zostały w ramach kolejnej reformy administracyjnej (23 stycznia 1867) zastąpiono przez 74 większych powiatów.

## Starostowie cyrkularni
- Wincenty Schouppé (1792-1793)
- Józef Lueger (1794-1802)
- von Kriebl (1802-1811)
- Antoni Józef Winkler (1811-1830)
- Karol Czecz de Lindenwald (1833-1846)
- Henryk Saar (1846-1862)
- Karol Neusser (1863-1866)
- Wiktor Abrahamsberg (1866-1869)